# Луаньнань
Луаньна́нь (кит. упр. 滦南, пиньинь Luánnán, буквально: «к югу от Луаньчжоу») — уезд городского округа Таншань провинции Хэбэй (КНР).

## История
При империи Тан в 740 году из уезда Лулун был выделен уезд Мачэн (马城县). Когда кидани в 923 году захватили область Пинчжоу, то выделили из неё область Луаньчжоу (滦州), в состав которой вошёл и уезд Мачэн. Когда киданьскую империю Ляо свергли чжурчжэни, основав свою империю Цзинь, то в 1123 году эту территорию захватила китайская империя Сун, и Мачэн был переименован в Аньчэн (安城县), но в 1124 году цзиньцы отбили эти земли и вернули уезду название Мачэн. При монгольской империи Юань в 1268 году уезд Мачэн был расформирован.
Во времена Китайской республики эти земли входили в состав уезда Луаньсянь. В 1947 году южная часть уезда Луаньсянь была выделена в отдельный уезд Луаньнань.
В 1949 году был образован Специальный район Таншань (唐山专区), и уезд вошёл в его состав. В 1954 году уезд Луаньнань был присоединён к уезду Луаньсянь, но в 1963 году был выделен вновь. В 1968 году Специальный район Таншань был переименован в Округ Таншань (唐山地区). В 1982 году из уезда Луаньнань был выделен уезд Танхай. В 1983 году решением Госсовета КНР город Таншань и округ Таншань были расформированы, и уезд Луаньнань вошёл в новосозданный Городской округ Таншань.

## Административное деление
Уезд Луаньнань делится на 1 уличный комитет и 16 посёлков.